# Playa de Sancti Petri
La playa de Sancti Petri se encuentra en el municipio de Chiclana de la Frontera, en la provincia de Cádiz (Andalucía, España).

## Descripción
Es una playa famosa por su entorno natural, ya que se encuentra en el parque natural de la Bahía de Cádiz. Está separada por un acantilado de la otra playa importante de este municipio, La Barrosa.
Frente a esta playa puede verse el castillo de Sancti Petri, donde se dice que se encontraba el templo de Melkart o Hércules gaditano; y la punta del Boquerón, ambos pertenecientes al municipio vecino de San Fernando. A su espalda se encuentran las marismas de Sancti Petri y el poblado del mismo nombre.
Esta playa sufre constantes remodelaciones para preservar el patrimonio natural. Actualmente cuenta con la Q de Calidad Turística, lo que la hace una playa que cumple con las garantías para el disfrute de sus visitantes.